# Kurt Lundqvist
Kurt Lundqvist (ur. 20 listopada 1914, zm. 26 marca 1976) – szwedzki lekkoatleta, który specjalizował się w skoku wzwyż.
W 1938 roku w Paryżu sięgnął po złoty medal mistrzostw Europy. 28 sierpnia 1937 roku wynikiem 1,98 ustanowił rekord Szwecji – rezultat ten przetrwał do 1939 roku.